# Barranc de la Pegunta
El Barranc de la Pegunta pertany al municipi de Vistabella del Maestrat al contrafort del mític pic del Penyagolosa fins a l'Ermitori de Sant Joan de Penyagolosa i pertany al Parc Natural del Penyagolosa. Actualment hi ha una senda per a excursionistes i muntanyers des de Sant Joan.
El Barranc de la Pegunta és un riuet que transcorre aigües avall amb corbes sinuoses enmig d'un paisatge envoltat per pins, matolls, teixos, grèvols, ginebres, aurons, cirerers…
L'any 1998 es va declarar una part del fondal del barranc micro-reserva vegetal per a afavorir la conservació d'una zona en la qual conviuen espècies botàniques poc habituals en el País.

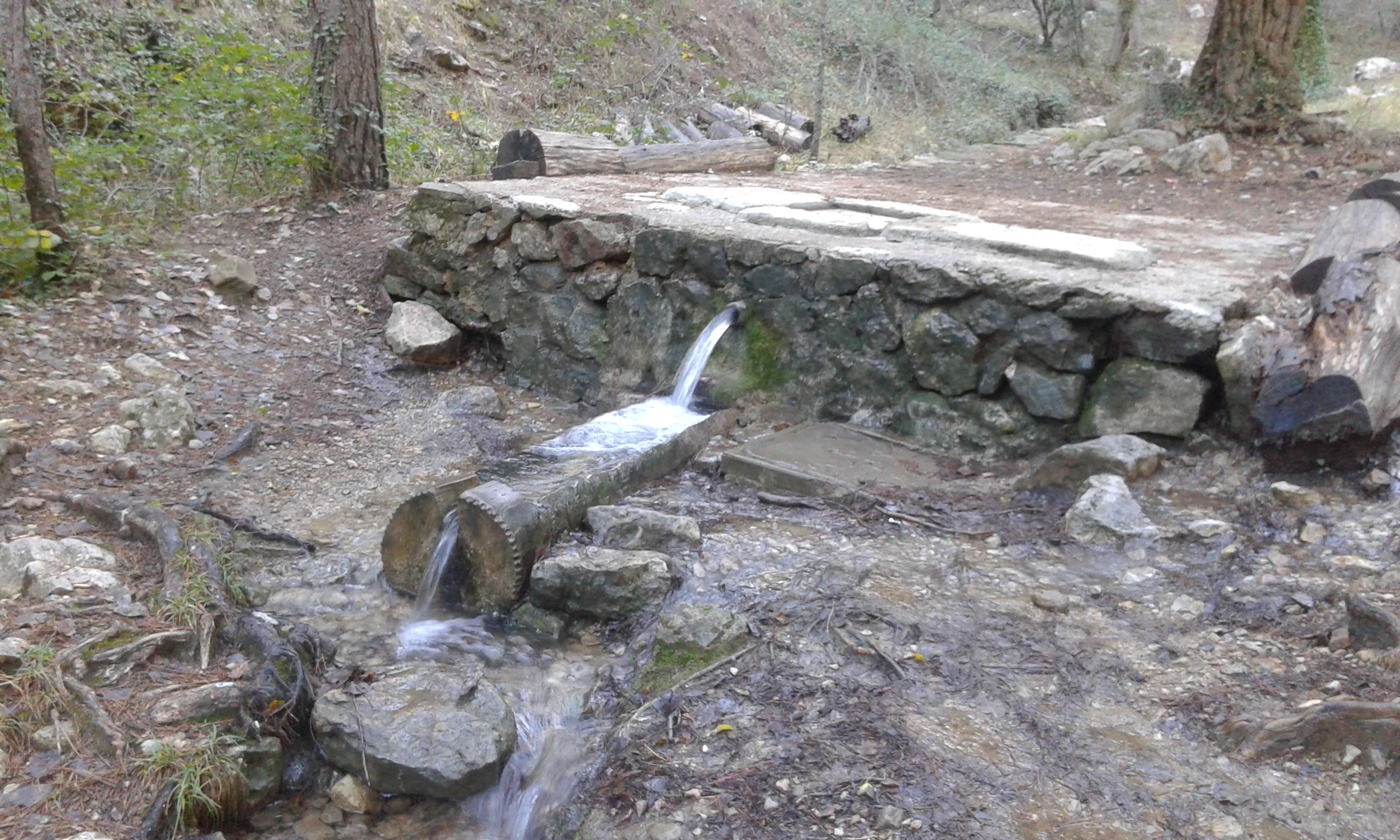
La Font Nova

Mossèn Cavanilles parlava així del barranc que el va descobrir: En aquest barranc corren les aigües per algun tros i desapareix de sobte entre les penyes per a eixir de nou i ocultar-se una altra vegada en les entranyes del bosc. Allà es veuen entre espessos pins troncs monstruosos estesos per terra, els quals foren arrancats pels vents o van perdre la vida de vellesa... moltes plantes creixen en aquells llocs frescs i coberts com violetes.